# Fabryka Kontakt
Fabryka Kontakt - fabryka Towarzystwa Elektrycznego we Lwowie, w okresie II Rzeczypospolitej masowo produkująca różne przedmioty oraz urządzenia elektryczne codziennego użytku, np. liczniki prądu (precyzyjniej liczniki kilowatogodzin prądu jednofazowego).